# Mormia ivankae
Mormia ivankae är en tvåvingeart som beskrevs av Krek 1985. Mormia ivankae ingår i släktet Mormia och familjen fjärilsmyggor. Inga underarter finns listade i Catalogue of Life.